# Ruvuganyoni
Ruvuganyoni är ett periodiskt vattendrag i Burundi.   Det ligger i provinsen Muyinga, i den norra delen av landet, 140 kilometer nordost om huvudstaden Bujumbura.
Omgivningarna runt Ruvuganyoni är en mosaik av jordbruksmark och naturlig växtlighet. Runt Ruvuganyoni är det ganska tätbefolkat, med 160 invånare per kvadratkilometer.